# GReeeeN
GReeeeN (グリーン Gurīn) là một nhóm nhạc Nhật Bản đến từ thành phố Kōriyama, tỉnh Fukushima, gồm có 4 thành viên là Hide, Navi, 92 và Soh. Nhóm ra mắt vào năm 2007 dưới Universal Music. Hình ảnh biểu tượng của nhóm là một cái mồm đầy răng, và bốn chữ "e" thể hiện số thành viên. Việc sản xuất âm thanh do JIN - anh trai của Hide và là một thành viên của Pay money To my Pain đảm nhận.
Cả bốn thành viên đều theo học ngành nha sĩ tại Đại học Ohu, ở tỉnh Fukushima, (Hide, Navi và 92 đã tốt nghiệp, chỉ có Soh vẫn đang tiếp tục học). Nhóm ra mắt khi vẫn còn trong trường đại học vào năm 2007.
Hiện tại cả bốn thành viên đều là nha sĩ

## Thành viên
- HIDE
  - Sinh ngày 3 tháng 4 năm 1980 tại Takatsuki, Osaka. Nha sĩ. 43 tuổi, cao 1m78, nhóm máu A. Em trai của Jin và là trưởng nhóm.
- NAVI
  - Sinh ngày 30 tháng 4 năm 1980 tại Sendai, Miyagi, lớn lên tại Chiba. Nha sĩ. 43 tuổi, cao 1m74, nặng 74 kg, nhóm máu O. Navi bị cận thị nặng.
- 92
  - Sinh ngày 21 tháng 3 năm 1982 tại Okinawa. Nha sĩ. 41 tuổi, cao 1m78, nặng 76 kg, nhóm máu A.
- Soh
  - Sinh ngày 2 tháng 2 năm 1981 tại tỉnh Saga. Nha sĩ. 42 tuổi, cao 1m84, nặng 70 kg, nhóm máu A.

### Đĩa đơn
| Thông tin | Doanh thu tuần đầu | Tổng số |
| --- | ------------------ | ------- |
| "Michi" (道; Road) - Phát hành: 24 tháng 1 năm 2007 - Dạng: CD - Oricon Top 200 Weekly: #39 | 3,904              | 27,571  |
| "High G.K Low" (～ハジケロ～; Let's Burst) - Phát hành: 28 tháng 3 năm 2007 - Dạng: CD - Oricon Top 200 Weekly: #97                                                                                           | 976                | 2,070   |
| "Ai Uta" (愛唄; Love Song) - Phát hành: 16 tháng 5 năm 2007 - Dạng: CD - Oricon Top 200 Weekly: #2 - RIAJ Digital Tracks: #1                                                                                  | 12,959             | 255,957 |
| "Hito" (人; People) - Phát hành: 14 tháng 11 năm 2007 - Dạng: CD - Oricon Top 200 Weekly: #8 - RIAJ Digital Tracks: #6                                                                                        | 21,723             | 40,081  |
| "Be Free/Namidazora" (BE FREE/涙空; Sky of Tears) - Phát hành: 16 tháng 1 năm 2008 - Dạng: CD - Oricon Top 200 Weekly: #6 - Billboard JPN Hot 100: #1 - RIAJ Digital Tracks: #5                               | 21,957             | 46,667  |
| "Tabidachi" (旅立ち; Trip) - Phát hành: 5 tháng 3 năm 2008 - Dạng: CD - Oricon Top 200 Weekly: #10 - Billboard JPN Hot 100: #23 - RIAJ Digital Tracks: #11                                                    | 14,716             | 24,661  |
| "Kiseki" (キセキ) - Phát hành: 28 tháng 5 năm 2008 - Dạng: CD / CD+DVD - Oricon Top 200 Weekly: #1 - Billboard JPN Hot 100: #1 - RIAJ Digital Tracks: #1 - Đĩa đơn bán chạy nhất                              | 186,097            | 530,196 |
| "Tobira" (扉; Door) - Phát hành: 3 tháng 12 năm 2008 - Dạng: CD / CD+DVD - Oricon Top 200 Weekly: #2 - Billboard JPN Hot 100: #3 - RIAJ Digital Tracks: #3                                                    | 42,394             | 87,128  |
| "Ayumi" (歩み; Walk) - Phát hành: 28 tháng 1 năm 2009 - Dạng: CD / CD+DVD - Oricon Top 200 Weekly: #2 - Billboard JPN Hot 100: #2 - RIAJ Digital Tracks: #1                                                   | 71,846             | 124,219 |
| "Setsuna" (刹那; Moment) - Phát hành: 11 tháng 3 năm 2009 - Dạng: CD / CD+DVD - Oricon Top 200 Weekly: #4 - Billboard JPN Hot 100: #4 - RIAJ Digital Tracks: #1                                               | 63,429             | 97,352  |
| "Haruka" (遥か; Far Off) - Phát hành: 27 tháng 5 năm 2009 - Dạng: CD / CD+DVD - Oricon Top 200 Weekly: #2 - Billboard JPN Hot 100: #1 - RIAJ Digital Tracks: #1                                               | 62,789             | 140,340 |
| "Hana Uta" (花唄; Flower Song) - Phát hành: 22 tháng ６ năm 2011 - Dạng: CD / CD+DVD - Oricon Top 200 Weekly: #7 - Billboard JPN Hot 100: #5 - RIAJ Digital Tracks: #7                                        |                    |         |
| "So Ra Shi Do" (ソラシド; Sol La Si Do) - Phát hành: 20 tháng 7 năm 2011 - Dạng: CD / CD+DVD - Oricon Top 200 Weekly: #10 - Billboard JPN Hot 100: #13 - RIAJ Digital Tracks: #6                              |                    |         |
| "Koibumi Love Letter" (恋文〜ラブレター〜 Love Letter) - Phát hành: 16 tháng 11 năm 2011 - Dạng: CD / CD+DVD - Oricon Top 200 Weekly: #9 - Billboard JPN Hot 100: #3 - RIAJ Digital Tracks: #2                |                    |         |
| "Misenai Namida wa, Kitto Itsuka"(ミセナイナマダハ、きっといつか) - Phát hành: 29 tháng 2 năm 2012 - Dạng: CD / CD+DVD+Book - Oricon Top 200 Weekly: #6 - Billboard JPN Hot 100: #4 - RIAJ Digital Tracks: #1 |                    |         |
| "Orenji" (オレンジ; Orange) - Phát hành: 25 tháng 4 năm 2012 - Dạng: CD / CD+DVD - Oricon Top 200 Weekly: #8 - Billboard JPN Hot 100: #4 - RIAJ Digital Tracks: #1                                            |                    |         |
| "Oh Meiwaku" (OH!!!!迷惑!!!!; Oh Trouble) - Phát hành: 30 tháng 5 năm 2012 - Dạng: CD / CD+DVD - Oricon Top 200 Weekly: #13 - Billboard JPN Hot 100: #17 - RIAJ Digital Tracks: #15                           |                    |         |
| "Yuki no Ne" (雪の音; Sound of Snow) - Phát hành: 19 tháng 12 năm 2012 - Dạng: CD / CD+DVD - Oricon Top 200 Weekly: #6 - Billboard JPN Hot 100: #4 - RIAJ Digital Tracks: #1                                  |                    |         |
| "Sakura color" (桜color; Cherry Color) - Phát hành: 27 tháng 2 năm 2013 - Dạng: CD / CD+DVD - Oricon Top 200 Weekly: #7 - Billboard JPN Hot 100: #7                                                           |                    |         |
| "Icarus" - Phát hành: 17 tháng 4 năm 2013 - Dạng: CD / CD+DVD - Oricon Top 200 Weekly: #8 - Billboard JPN Hot 100: #9                                                                                         |                    |         |
| "Heroes" - Phát hành: 15 tháng 5 năm 2013 - Dạng: CD / CD+DVD - Oricon Top 200 Weekly: #12 - Billboard JPN Hot 100: #19                                                                                       |                    |         |
| "Itoshikimi e" (愛し君へ; To my beloved) - Phát hành: 21 tháng 8 năm 2013 - Dạng: CD / CD+DVD - Oricon Top 200 Weekly: #14 - Billboard JPN Hot 100: #12                                                       |                    |         |
| "Bokura no Monogatari" (僕らの物語; Our Story) - Phát hành: 27 tháng 11 năm 2013 - Dạng: CD / CD+DVD - Oricon Top 200 Weekly: #16 - Billboard JPN Hot 100: #6                                                 |                    |         |
| "Aisubeki Ashita, Isshun to Issho o"(愛すべき明日、一瞬と一生を) - Phát hành: 19 tháng 3 năm 2014 - Dạng: CD / CD+DVD - Oricon Top 200 Weekly: #8 - Billboard JPN Hot 100: #10                                |                    |         |
| "Sakamoto" - Phát hành: 19 tháng 8 năm 2015 - Dạng: CD / CD+DVD - Oricon Top 200 Weekly: #35 - Billboard JPN Hot 100: #57                                                                                     |                    |         |
| "Yume" (夢; Dream) - Phát hành: 24 tháng 2 năm 2016 - Dạng: CD / CD+DVD - Oricon Top 200 Weekly: #22 - Billboard JPN Hot 100: #19                                                                             |                    |         |
| "Hajimari no Uta" (始まりの唄; Beginning Song) - Phát hành: 30 tháng 3 năm 2016 - Dạng: CD / CD+DVD - Oricon Top 200 Weekly: #27 - Billboard JPN Hot 100: #23                                                 |                    |         |
| "beautiful days" - Phát hành: 27 tháng 7 năm 2016 - Dạng: CD / CD+DVD - Oricon Top 200 Weekly: #43 - Billboard JPN Hot 100: #23                                                                               |                    |         |
| "Akatsuki no Kimi ni" (暁の君に) - Phát hành: 7 tháng 12 năm 2016 - Dạng: CD / CD+DVD - Oricon Top 200 Weekly: #36 - Billboard JPN Hot 100: #45                                                               |                    |         |
| "Tetote to Tentoten" (テトテとテントテン with Whiteeeen) - Phát hành: 24 tháng 5 năm 2017 - Dạng: CD / CD+DVD - Oricon Top 200 Weekly: #25 - Billboard JPN Hot 100: #31                                       |                    |         |
| "harou Kagerou" (ハローカゲロウ; Hello Ephemera) - Phát hành: 7 tháng 2 năm 2018 - Dạng: CD / CD+DVD - Oricon Top 200 Weekly: #14 - Billboard JPN Hot 100: #5                                                 |                    |         |
| "Okuru Kotoba" (贈る言葉) - Phát hành: 31 tháng 10 năm 2018 - Dạng: CD / CD+DVD - Oricon Top 200 Weekly: #18 - Billboard JPN Hot 100: #17                                                                     |                    |         |
| "Yakusoku" (約束 × No title; Promise) - Phát hành: 23 tháng 1 năm 2019 - Dạng: CD / CD+DVD - Oricon Top 200 Weekly: #26 - Billboard JPN Hot 100: #42                                                          |                    |         |

### Đĩa đơn hợp tác
| Thông tin | Doanh thu tuần đầu | Tổng số |
| --- | ------------------ | ------- |
| "Ashiato" (足跡; Footprint) - BAReeeeeeeeeeN (GReeeeN & BACK-ON) - Phát hành: 1 tháng 10 năm 2008 - Dạng: CD - Oricon Top 200 Weekly: #7 | 21,878             | 35,172  |
| "Good Lucky!" - Goocky グッキー (GReeeeN & Becky♪♯) - Phát hành: 2 tháng 3 năm 2011 - Dạng: CD+DVD - Oricon Top 200 Weekly: #12          |                    |         |

### Albums
| Thông tin | Doanh thu tuần đầu | Tổng số   |
| --- | ------------------ | --------- |
| A, Domo. Hajimemashite (あっ、ども。はじめまして。) - Phát hành: 28 tháng 6 năm 2007 - Dạng: CD - Oricon Top 200 Weekly: #2 | 130,361            | 578,430   |
| A, Domo. Ohisashiburi Desu. (あっ、ども。おひさしぶりです。) - Phát hành: 25 tháng 6 năm 2008 - Dạng: CD / CD+DVD - Oricon Top 200 Weekly: #1 | 377,070            | 902,003   |
| Shio, Koshō (塩、コショウ) - Phát hành: 10 tháng 6 năm 2009 - Dạng: CD / CD+DVD - Oricon Top 200 Weekly: #1 - Giải thưởng: 51st Japan Record Awards Best album | 452,258            | 1,005,874 |
| Ima Made no A Men, B Men Dest!? (いままでのA面、B面ですと!?/Album tuyển tập) - Phát hành: 25 tháng 11 năm 2009 - Dạng: 2CD / 2CD+8cmCD - Oricon Top 200 Weekly: #1 |                    |           |
| Utautai ga Uta Utai ni Kite Uta Utae to Iu ga Utautai ga Uta Utau dake Utaikire ba Uta Utau keredomo Utautai dake Uta Utaikirenai kara Uta Utawanu!? (歌うたいが歌うたいに来て 歌うたえと言うが歌うたいが歌うたうだけうたい切れば 歌うたうけれども 歌うたいだけ 歌うたい切れないから 歌うたわぬ!?) - Phát hành: 27 tháng 6 năm 2012 - Dạng: CD / 2CD / CD+DVD / CD+Blu-ray - Oricon Top 200 Weekly: #2 |                    |           |
| Iine!(´・ω・｀)☆ (いいね!(´・ω・｀)☆) - Phát hành: 19 tháng 6 năm 2013 - Dạng: CD / CD+DVD / 2CD+DVD - Oricon Top 200 Weekly: #3 |                    |           |
| Ima kara Oyayubi ga Kieru Tejina Shimasu. (今から親指が消える手品しまーす。) - Phát hành: 6 tháng 8 năm 2014 - Dạng: CD / CD+DVD / 2CD+DVD - Oricon Top 200 Weekly: #2 |                    |           |
| C, D Dest!? (Album tuyển tập) - Phát hành: 24 tháng 6 năm 2015 - Dạng: ２CD / ２CD+DVD - Oricon Top 200 Weekly: #2 |                    |           |
| En (縁) - Phát hành: 14 tháng 9 năm 2016 - Dạng: CD / CD+DVD - Oricon Top 200 Weekly: #4 |                    |           |
| ALL SINGLeeeeS 〜& New Beginning〜 (Album tuyển tập) - Phát hành: 24 tháng 1 năm 2017 - Dạng: ２CD / ２CD+２DVD - Oricon Top 200 Weekly: #1 |                    |           |
| UreD (うれD) - Phát hành: 11 tháng 4 năm 2018 - Dạng: CD / CD+DVD - Oricon Top 200 Weekly: #3 |                    |           |

### Cung cấp nhạc
| Thông tin |
| --- |
| weeeek - NEWS - Phát hành: 7 tháng 11 năm 2007 - Dạng: CD - Oricon Top 200 Weekly: #1                                                                                       |
| Kaze no Shirabe (風のしらべ; Sound of Wind) - Becky♪♯ - Phát hành: 15 tháng 6 năm 2011 - Dạng: CD - soạn nhạc - Oricon Top 200 Weekly: #13                                  |
| Niji (虹; rainbow) - AAA - Phát hành: 31 tháng 10 năm 2012 - Dạng: CD / CD+DVD - Oricon Top 200 Weekly: #3                                                                  |
| Kinenbi (記念日 with HIDE from GReeeeN; Anniversary) - A.F.R.O×HIDE(GReeeeN) - Phát hành: 9 tháng 4 năm 2014 - Digital＆Album                                               |
| Ai Uta ~since 2007~ (愛唄〜since 2007〜; Love Song) - Whiteeeen - Phát hành: 11 tháng 3 năm 2015 - Dạng: CD - Oricon Top 200 Weekly: #16 - Billboard JPN Hot 100: #4        |
| Poketto (ポケット; pocket) - Whiteeeen - Phát hành: 5 tháng 8 năm 2015 - Dạng: CD - Oricon Top 200 Weekly: #128                                                             |
| Kimi dorīmu (君ドリーム 遊turing GReeeeN; You Dream) - 上地雄輔(遊助)×GReeeeN - Phát hành: 3 tháng 2 năm 2016 - soạn nhạc - Album                                           |
| Kiseki ~Mirai e~ (キセキ〜未来へ〜; Kiseki to Future) - Whiteeeen - Phát hành: 17 tháng 8 năm 2016 - Dạng: CD - Oricon Top 200 Weekly: #42 - Billboard JPN Hot 100: #14     |
| Zero Koi (ゼロ恋; Zero love) - Whiteeeen - Phát hành: 14 tháng 12 năm 2016 - soạn nhạc - Album                                                                              |
| U R not alone - NEWS - Phát hành: 22 tháng 3 năm 2017 - Album |
| Tetote (テトテ with GReeeeN) - Whiteeeen - Phát hành: 17 tháng 5 năm 2017 - Dạng: CD / CD+DVD - Oricon Top 200 Weekly: #39                                                  |
| Aoshi (碧し) - 氷川きよし - Phát hành: 2 tháng 7 năm 2017 - Digital＆Album                                                                                                  |
| Ikouru (イコール; equal) - ゆず - Phát hành: 4 tháng 4 năm 2018 - Album |
| Ai no Katachi (アイノカタチ feat.HIDE(GReeeeN); Shape of Love) - MISIA - Phát hành: 22 tháng 8 năm 2018 - Dạng: CD - Oricon Top 200 Weekly: #19 - Billboard JPN Hot 100: #6 |
| Sutorato (ストラト; strato) - みゆはん - Phát hành: 20 tháng 3 năm 2019 - Album                                                                                             |
| Sebango (背番号; number) - ももいろクローバーZ |